# Csupasz pisztoly (film, 1988)
A Csupasz pisztoly (eredeti címén The Naked Gun: From the Files of Police Squad!) 1988-ban bemutatott amerikai bűnügyi filmvígjáték, a Csupasz pisztoly trilógia első epizódja. A főszerepben Leslie Nielsen, Priscilla Presley, George Kennedy és O. J. Simpson. Alapötletét a Nagyon különleges ügyosztály című sorozatból merítették, ahol Drebin hadnagy és egyes karakterek már láthatók voltak. A film bővelkedik gegekben és képi poénokban. 2025-ben bemutatják a film reboot változatát Liam Neeson főszereplésével.

## Cselekmény
|  | Alább a cselekmény részletei következnek! |

A film nyitójelenete Bejrútban játszódik, ahol azt láthatjuk, hogy a világ Amerika-ellenes vezetői (Khomeini ajatollah, Mihail Gorbacsov, Jasszer Arafat, Moammer Kadhafi és Idi Amin Dada) terroristaakciót tervelnek ki az USA ellen. Frank Drebin hadnagy azonban, aki pincérnek álcázza magát, leleplezi az összeesküvést, és rendet tesz közöttük.
Időközben Los Angelesben Nordberg (O. J. Simpson), Drebin kollégája, sikertelenül próbál meg leleplezni egy kábítószercsempész bandát, és a gazfickók lelövik. Ed Hocken rendőrkapitány (George Kennedy) értesíti erről Drebint, aki meglátogatja Nordberget a kórházban. Ő azonban csak néhány szót tud kimondani, köztük a hajó nevét ("Komállak"). A rendőrség azonban úgy hiszi, hogy Nordbergnek is köze volt a drogcsempészethez, ezért Hocken 24 órát ad Drebinnek arra, hogy tisztázza a nevét.
Időközben egy Pahpshmir nevű fickó, aki már az Amerika-ellenes összeesküvésen is jelen volt, találkozik Vincent Ludwiggal (Ricardo Montalbán), egy üzletemberrel, s kitervelik, hogy megölik látogatása során II. Erzsébet angol királynőt. Ehhez egy ügyes szerkezetet használnak, amely képes bárkit hipnotikus erővel manipulálni. Drebin később, nyomozása során meglátogatja Ludwigot, s elárulja, hogy Nordberg még életben van. Ennek köszönhető, hogy egy hipnotizált ember az életére tör. Drebin üldözőbe veszi a merénylőt, egy tanulóvezető segítségével, amíg a merénylő szörnyet nem hal (történetesen belerohan egy tartálykocsiba, aztán egy katonai robbanóanyagot szállító autóba, majd egy tűzijáték-raktárba).
Drebin nyomozása során megismerkedik és beleszeret Ludwig titkárnőjébe, Jane Spencerbe (Priscilla Presley). Ő semmit nem tudott főnöke gaztetteiről, de amint tudomást szerez róluk, elhatározza, hogy segít Drebinnek. Drebin azonban több súlyos bakit is elkövet. Miközben titokban behatol Ludwig irodájába, véletlenül felgyújtja az egészet. Később pedig egy fogadáson azt hiszi, hogy meg akarják ölni az angol királynőt, és cselekedeteivel óriási botrányt kavar, ami miatt felmentik.
Jane nyomására azonban folytatódik a nyomozás. Elmondja Drebinnek, amit megtudott: egy baseball-meccsen akarják elkövetni a merényletet, mégpedig egy hipnotizált játékos segítségével. Mivel felmentették, és a rendőrség árgus szemekkel figyeli, ezért álcázza magát. Először Enrico Palazzo operaénekes bőrébe bújik, és úgy énekli el az amerikai himnuszt, majd baseball-bíró lesz, és megpróbálja átkutatni a többieket, hogy nincs-e náluk fegyver. Miután ez sem sikerül, megpróbálja a játékot annyira elhúzni, amennyire csak lehet, s ezzel a játékosokat alaposan felbőszíti. Ám Ludwig egyszer csak aktiválja a szerkezetet, és az egyik játékos elindul a pisztolyért. Drebin észreveszi és rávetődik, minek hatására kitör a verekedés. Drebin biztonságba helyezi Jane-t, ám a játékos végül mégis elindul a királynő felé a pisztollyal. Drebin kábító lövedékkel próbálja lelőni, de helyette egy kövér nőt talál el. Végül mégis sikerrel jár, mert a nő egyenesen a merénylőre zuhan.
Drebin ezután a stadion tetejére fut, ahol Jane-t túszul ejtette Ludwig. Miután őt is meglőtte egy speciális lövedékkel, Ludwig több emeletet zuhan, és átmegy rajta egy rezesbanda. Ettől azonban aktiválódik a szerkezete, s Jane esik hipnózisba. Drebin azonban pusztán szavakkal, s egy lánykéréssel eléri, hogy Jane letegye a fegyvert. Beszédét az egész stadion látja, s ettől mindenki sírva fakad. Később megérkeznek a rendőrök, s közlik, hogy Drebint visszaveszik a rendőrség kötelékébe. Egy tolószékben még Nordberg is eljön gratulálni, ám hamarosan újabb balesetet szenved...
|  | Itt a vége a cselekmény részletezésének! |

## Főszereplők
| Szerep                      | Színész             | Magyar hang (1989) |
| --------------------------- | ------------------- | ------------------ |
| Frank Drebin hadnagy        | Leslie Nielsen      | Sztankay István    |
| Jane Spencer                | Priscilla Presley   | Szegedi Erika      |
| Vincent Ludwig              | Ricardo Montalbán   | Zana József        |
| Ed Hocken kapitány          | George Kennedy      | Kristóf Tibor      |
| Nordberg                    | O. J. Simpson       | Mihályi Győző      |
| Pahpsmir                    | Raye Birk           | Kránitz Lajos      |
| Wilma Nordberg              | Susan Beaubian      | Andresz Kati       |
| Barkley polgármester        | Nancy Marchand      | Máthé Erzsi        |
| II. Erzsébet angol királynő | Jeannette Charles   | (nem szólal meg)   |
| Ted Olsen                   | Ed Williams         | Szuhay Balázs      |
| Al                          | Tiny Ron            |                    |
| Önmaga                      | „Weird Al” Yankovic |                    |
| Önmaga                      | Leslie Maier        |                    |
| Stephanie                   | Winifred Freedman   |                    |
| Dokkmunkás                  | Joe Grifasi         | Incze József       |

## Forgatás
A film Los Angeles különböző helyszínein készült. A királynős jeleneteket az Ambassador Hotelben vették fel, amely nem sokkal a forgatás után végleg bezárt, így a filmben láthatók működésének utolsó napjai. A stadion-jelenet felvételi helyszíne pedig a Dodger Stadiumban volt.

## Fogadtatás
A Csupasz pisztolyt jól fogadta a kritika és szép bevételt is hozott. A The New York Times az 1000 legjobb film közé választotta, a Rotten Tomatoes pedig 89%-ra értékelte. A PORT.hu-n 8,9 pontot kapott, az IMDb-n pedig 7,5-et.

## Utalások
A film, köszönhetően a rengeteg képi és verbális poénnak, rengeteg kulturális utalással rendelkezik. Többek között a Casablanca, A Keresztapa, a Piszkos Harry, és az Aki legyőzte Al Caponét című filmeket figurázzák ki. Maga a film is utalások témája lett a későbbiekben. A Family Guy "PTV" című része például egy az egyben a Csupasz pisztoly elejének paródiája.